# Nintendo
Nintendo je ime japanske tvrtke koja se bavi proizvodnjom igraćih konzola, te izdavačkom djelatnosti kao: igraće karte, igre na ploči, videoigre, animirani filmovi, stripovi. Ova tvrtka je osnovana 1889., i osnovna djelatnost je bila proizvodnja igraćih karata za japansku igru hanafuda.  Tek 1977. Nintendo razvija prvu konzolu, dok u 1980-tim Nintendo razvija arkadne videoigre koje se igraju za novčiće ili žetone.

## Proizvodi

### Arkadne igre
Tvrtka Nintendo okušala se u proizvodnji arkadnih igara u kasnim 1970-ima i ranim 1980-ima, kao pravac u svojem strateškom cilju da probije na tržište videoigara koje su postale popularne u SAD. Dio Nintendovih arkadnih igara:
- Othello (1978.)
- Sheriff  (1979.)
- Space Firebird (1980.)
- Radar Scope (1980.)
- Donkey Kong  (1981.)
- Donkey Kong Jr. (1982.)
- Donkey Kong 3 (1983.)
- Mario Bros.

Iscrpni popis igri nalazi se na: Dodatak:Popis nintendovih arkadnih igara

### Game & Watch
Game & Watch ime je za niz dlanovnih igraćih konzola koje su izišle u ranim 1980-tim, koje su koristile ekran od monokromnog tekućeg kristala (LCD).  Ove dlanovne igrice imale su samo jednu igru, i imale su jednodijelni ili dvodijelni zaslon u raznim veličinama: silver&gold, wide screen, multiscreen (dvodijelni zaslon), tabletop (stolovni), panorama, superscreen, crystal screen, micro vs system, miniclassics. Ove igre su bile popularne sve do izlaska dlanovne konzole Gameboy. 

Zbog popularnosti ovih igara, kao i zbog pojave raznih emulatora za ove igre na PC, Mac, te na raznim dlanovnim računalima Nintendo je odlučio izbaciti osuvremenjenu inačicu pod imenom Game Boy.

### Igraće konzole
- Color TV Game (1977.) - prva generacija konzola
- NES/Nintendo Entertaiment System (1986. u Europi)
- NES 2/NES 101 (1993.)
- SNES/Super Nintendo Entertainment System (1992. u Europi)
- Virtual Boy (1995. u Japanu) - nije izašao u Europi
- Nintendo 64 (1997. u Europi)
- GameCube (2002. u Europi)
- Panasonic Q (hibrid GameCube-a i DVD playera namijenjen za japansko tržište pošto je Nintendov GameCube koristio miniDVD-e)
- Nintendo Wii (2006.) - Nintendova najprodavanjia konzola (101.63 milijuna prodanih konzola)
- Wii U (2012.)
- NES: Classic Edition (2016.) - mala verzija originalne NES konzole s 30 instaliranih igara
- Nintendo Switch (2017.) - hibridna konzola (mješavina kućne konzole i dlanovne konzole)

### Dlanovne igraće konzole
- Game Boy, Game Boy Pocket i Gameboy Light
- Game Boy Color
- Game Boy Advance, Game Boy Advance SP i Game Boy Micro
- Nintendo DS, DS Lite, DSi i DSi XL
- Nintendo 3DS, 3DS XL, 2DS, New 3DS, New 3DS XL i New 2DS XL

### Franšize
- Mario (1981. - danas)
- Donkey Kong (1981. - danas)
- The Legend Of Zelda (1986. - danas)
- Metroid (1986. - danas)
- Earthbound (1989. – 2006.)
- F-Zero (1990. – 2004.)
- Pokemon (1996. - danas)
- Super Smash Bros. (1999. - danas)
- Animal Crossing (2001. - danas)
- Pikmin (2001. - danas)
- Splatoon (2015. - danas)
- Arms (2017.)

### Filmovi i crtani serijali
- Super Mario animirane serije
- Crtani serijal The Legend of Zelda
- Film Super Mario Bros.

### amiibo
Amiibo su figurice slične Skylandersima i Disney Infinity figuricama. Za razliku od Skylanders i Disney infinity igra, amiibo ne zahtjeva posebne uređaje koji čitaju podatke iz figurice jer je čitač smješten unutar konzole. U figurici se nalazi NFC (Near Field Communication) čip putem kojeg komunicira s konzolom. Osim figurica postoje i amiibo kartice (npr. one koje se koriste u "Animal Crossing: Happy Home Designer"). Prve figurice su se pojavile krajem 2014. uz Super Smash Bros. 4 kao komplet likova koji su u igri. Od onda uz svaku novu Nintendovu igru za 3DS, Wii U ili Switch izađe nekoliko novih amiibo figurica ili kartica. Figurice otključavaju novi sadržaj u igri poput DLC-a (Downloadable Content) na drugim konzolama i Steam-u. U početku su figurice bile rijetke, a kasnije se ustanovilo da je Nintendo namjerno uzrokovao nestašicu zbog veće potražnje (kasnije su to ponovili u 2016. s NES Classic Edition). Neki su to iskoristili za svoju dobit i prodavali te figurice po veoma visokim cijenama online.

## Vanjske poveznice
- Službene stranice Nintenda
- Hrvatski Wii portal  Arhivirana inačica izvorne stranice od 14. veljače 2019. (Wayback Machine)
- Sve o Igra i Sat dlanovnim zabavama
- Sve o Nintendu